# Guisy
Guisy é uma comuna francesa na região administrativa de Altos da França, no departamento de Pas-de-Calais. Estende-se por uma área de 1,16 km². Em 2010 a comuna tinha 283 habitantes (densidade: 244 hab./km²).